# Rajoles dels oficis

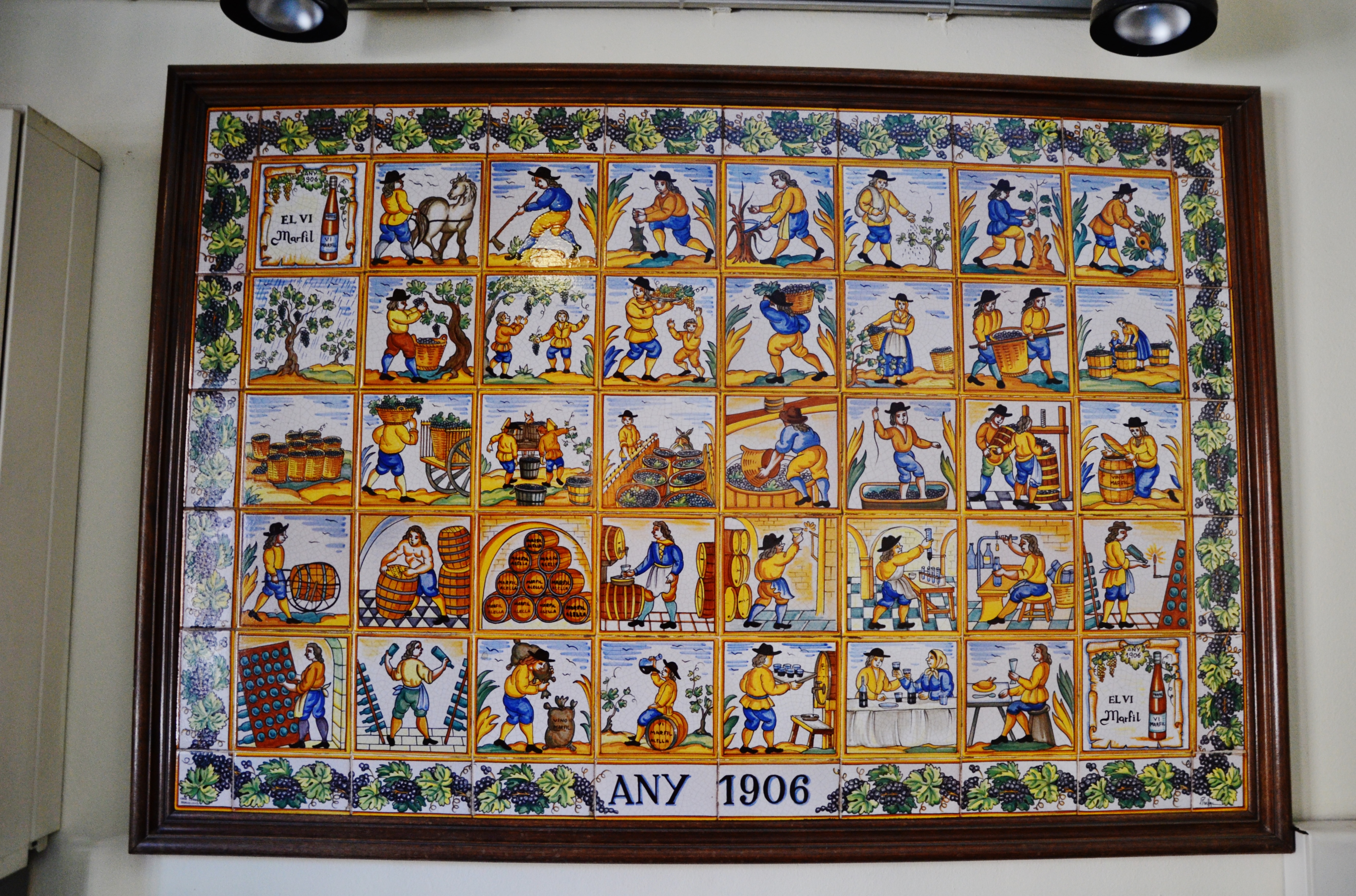
Rajoles dels oficis de l'any 1906, d'una cooperativa vinícola d'Alella

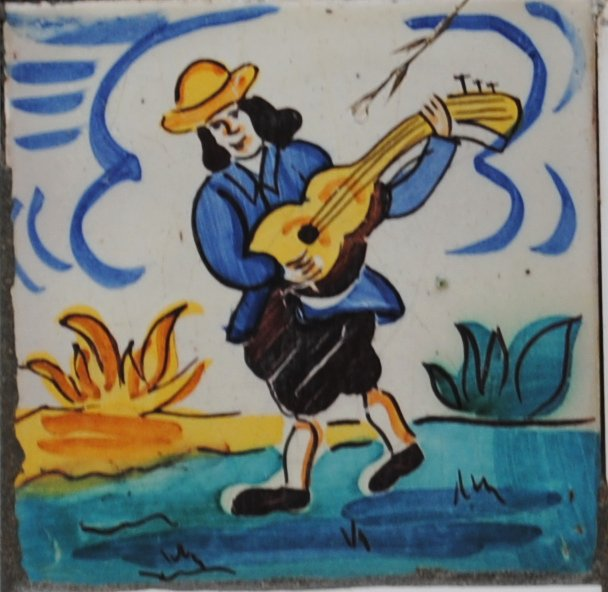
Músic en una rajola d'ofici

En la ceràmica catalana les rajoles dels oficis, o rajola catalana d'arts i oficis, ocupen un lloc importantíssim i omplen, des de mitjan segle xvii a finals segle xix, gairebé tot el camp de la rajoleria artística catalana. Se les anomena rajoles dels oficis doncs molts temes escollits com a motiu per a il·lustrar-les el que ocupa un lloc més important i prominent és el que representa escenes de les feines pròpies dels gremis i dels oficis més importants a Catalunya. Amb tot cal remarcar que el nombre de rajoles que prenen per motiu altres temes que no tenen res a veure amb els oficis és molt major que les representatives de feines i de símbols gremials. Els motius són molt diversos, els artistes prenien com a font d'inspiració les auques, els gravats i les estampes, junt amb la rajoleria d'altres països i el món que els envoltava.
Aquesta tipologia de rajoles esdevenen un important testimoni de la història i la vida popular catalanes des de mitjan segle xvii fins a finals del segle xix. El valor artístic no es pot deslligar de la seva funció de ser un element d'informació de la societat del moment.
Aquesta mena de rajoles no és privativa de Catalunya. Durant el segle xviii foren molts els països que cercaren motius populars per a la il·lustració de llur rajoleria; però cada poble els donà un segell propi i inconfusible i una fesomia ben característica. Les rajoles catalanes són considerades, internacionalment, com les millors i en el camp universal de la ceràmica són les més preferides, les més recercades i les més valorades i cotitzades per Museus i col·leccionistes.

## Característiques
La rajoleria catalana es caracteritza per ésser completament quadrada, amb peces de tretze i mig a catorze centímetres per costat, de fons sempre blanc tancat per un filet que en molts raríssims casos és negligit i ofereix un camp de tretze centímetres quadrats dintre dels quals hi és figurada una escena sovint plena de gràcia i vessant vida. Cada rajola conté un tema complet per si sola que gairebé sempre pot formar sèrie i es pot encadenar i afilerar amb d'altres.
Són remarcables els motius ornamentals que les enriqueixen, motius accessoris a la figura temàtica i del tot balders, però que l'emmarquen graciosament, que contribueixen a donar-li relleu i fan augmentar el to graciós de la rajola. Essent fins i tot tant o més valorables que el tema de la rajola. Aquest motiu ornamental és completament lliure, variat en cada rajola i infinitament divers i sempre tancat dintre del marc que serveix de camp a la il·lustració.
Hi ha un tipus particular en el qual els motius ornamentals són seriats i n'hi ha infal·liblement quatre, un a cada angle de la rajola a tall de cantonera, generalment un motiu floral o arabesc. Aquest procediment d'ornamentació, propi de les rajoles sevillanes i holandeses, minva el camp a la figura principal de la rajola, que mai pot desenrotllar-se amb la desimboltura que pot fer-ho en les rajoles catalanes i treu independència a la rajola la qual només pot aparellar-se o enfilerar-se amb altres rajoles que portin un mateix motiu ornamental, puix que cada quatre formen una figura; de manera que en un gran enrajolat els personatges, animals o objectes cabdals en l'ornamentació, es presenten petits i esquifits per donar lloc a un motiu floral o altre ornament situat entre cada quatre de les altres figures cabdals. El conjunt d'un enrajolat sevillà o holandès no deixa de fer bonic, però un i altre estan molt lluny de posseir la gràcia, la força i sobretot la riquesa dels enrajolats catalans.
La vista de conjunt d'un enrajolat d'oficis català potser no té una estètica tan refinada com els propis dels països de què hem parlat, però té en canvi una varietat i una riquesa molt superior al conjunt estètic, essent possiblement la millor manifestació de la pintura popular catalana.
Les rajoles eren utilitzades per a enrajolar les parets de llocs humits, cuines, aigüeres i comunes, sobretot en les cases humils hi donaven una viva nota de color i de sana alegria, puix que amenitzaven indrets de treball generalment monòtons. Sobretot en el darrer període se n'havien utilitzat per a enrajolar les parets d'algunes botigues, carnisseries, bacallaneries i vaqueries entre d'altres.
En comparació les rajoles sevillanes i holandeses són més petites de mida que les catalanes i no són tan vives de color. Les rajoles de Talavera són de tipus rectangular i apaïsades, el dibuix és més dens que les catalanes i té tot un altre tirat.
Les rajoles valencianes són considerablement més grosses, puix que amiden divuit centímetres de costat; el dibuix és més matusser, no té l'expressió del català. A Alcora s'havien fet rajoles de mida igual a les catalanes a les quals volien imitar. Són molt atapeïdes i enfarfegades de dibuix i no van pas arribar a semblar-se a les Catalanes. Aragó produí també rajoles llampants de color tot i que poc reeixides.

## Etapes
Segons l'estil i factura es poden considerar cinc etapes o estils diferents: primitiu, de les flors, de les fulles, de les atzavares i de pobre. Aquestes denominacions són tretes, exceptuada la primera, no del tema o corpus principal de la rajola, sinó precisament del motiu ornamental accessori que enriqueix i emmarca la figura cabdal.

### Període primitiu
Es caracteritza per emprar un sol color: el blau (igual que les rajoles gòtiques). Pot ésser considerat com la transició de les velles rajoles gòtiques de segells heràldics i cavallerescs propis de castells, palaus i mansions senyorials, a les de caient humil destinades a les cases dels menestrals i de la gent del poble.
Aquestes rajoles perden completament les mides, formes i distribució típiques fins aleshores per adoptar ja el format i la mida que sempre més 1i són característiques. Les rajoles d'aquest període són escassíssimes. El trànsit de la rajola gòtica a la popular possiblement es produí cap a mitjans del segle xvii. Aquest període és breu en el temps, ja que dins del mateix segle trobem exemples de rajoles pertanyents al següent període. Així mateix els pocs exemples que es donen refermen aquesta impressió.
La representació de la figura humana, la d'animals i efectes inanimats ja s'inicia en les rajoles gòtiques, puix que algunes se'n troben que se surten dels temes exclusivament heràldics i dels motius ornamentals a base de flors i arabescs.

### Període de les flors
La segona meitat del segle xviii, que pot ser qualificat d'època d'or de la rajoleria catalana, més pel valor artístic i estètic de les seves rajoles que no per la seva durada.
La característica d'aquest període és la gran abundor de motius florals que rodegen i emmarquen la figura principal, que en alguns moments gairebé resulta més important i interessant que la figura temàtica. Les flors figuren arrencar del sòl i no volen pas representar la simple floració del vegetal, sinó tota la planta. És de remarcar que flors i arbusts no s'ajusten pas gaire a la realitat, però són d'un aire i un tall delicat i exquisidíssim d'una refinada subtilitat i d'un profund sentit estètic.
Les rajoles d'aquest període es distingeixen també per la gran varietat de colors aplicats. Totes aquestes rajoles es presenten atapeïdes de dibuix i plenes de color. Com sol passar en l'art popular no es respecta la perspectiva: en la majoria de les rajoles són més altes les flors que els personatges.
El dibuix és abundant i algunes vegades en una mateixa rajola es presenta més d'un animal, cas poc freqüent en rajoles en les que és regla molt general, si bé no absoluta, la presència d'un sol personatge temàtic, sigui un home sigui un anima. Abunden més que en altres períodes les rajoles de tema animal i l'home es troba algunes vegades vestit amb robes de regust ben gòtic.
També es troben temes no ontològics: la torre, el cor travessat per una espasa i una sageta, etc., temes segurament copiats de les velles auques màgiques del Sol i la Lluna. En aquest període ja es troben algunes rajoles dels oficis si bé molt poques. Un detall curiós i remarcable d'algunes de les rajoles d'aquest temps és que el sòl que serveix de sòcol o assenta personatge no arriba d'extrem a extrem del marc de la rajola, fins al punt que algunes vegades els vegetals no arrenquen de terra.
La riquesa i abundor dels motius florals recorda l'exuberància ornamental del gòtic i potser se la pot considerar com originària del fet, molt remarcable en les rajoles catalanes, de suposar sempre les escenes esdevingudes en ple camp: quan es troba algun element que permet situar el lloc on s'ha volgut localitzar l'escena, aquesta sempre té lloc a l'aire lliure sota d'un cel més o menys travessat de núvols i poc o molt esquitxat d'ocells, tot i que es figuren oficis que s'han d'exercir sota teulada (com el barretaire, el flequer, el cansalader, etc.). Aquest detall antagònic i persistent en la rajoleria catalana, que tant de caràcter li dona, es considera originat de l'exuberant ornamentació florida de les rajoles del primer període.
També és de les rajoles d'aquest període el poc refinat de la seva construcció, no quant al punt de vista il·lustratiu i artístic, sinó en la seva part material de maó o cairó. Són fetes amb material bast i, com les rajoles gòtiques, força més gruixudes que la mida que esdevé comú en les rajoles en el temps àlgid de la seva aplicació. La construcció resulta tota ella matussera tant per la seva factura com pels materials emprats.
Les rajoles de flors pertanyen al segle xvii i primeries del xviii. En aquest temps l'ús de les rajoles era encara poc estès i de producció no gaire abundosa, circumstància que determina que les rajoles de flors siguin molt més escasses que les posteriors.

### Període de les fulles

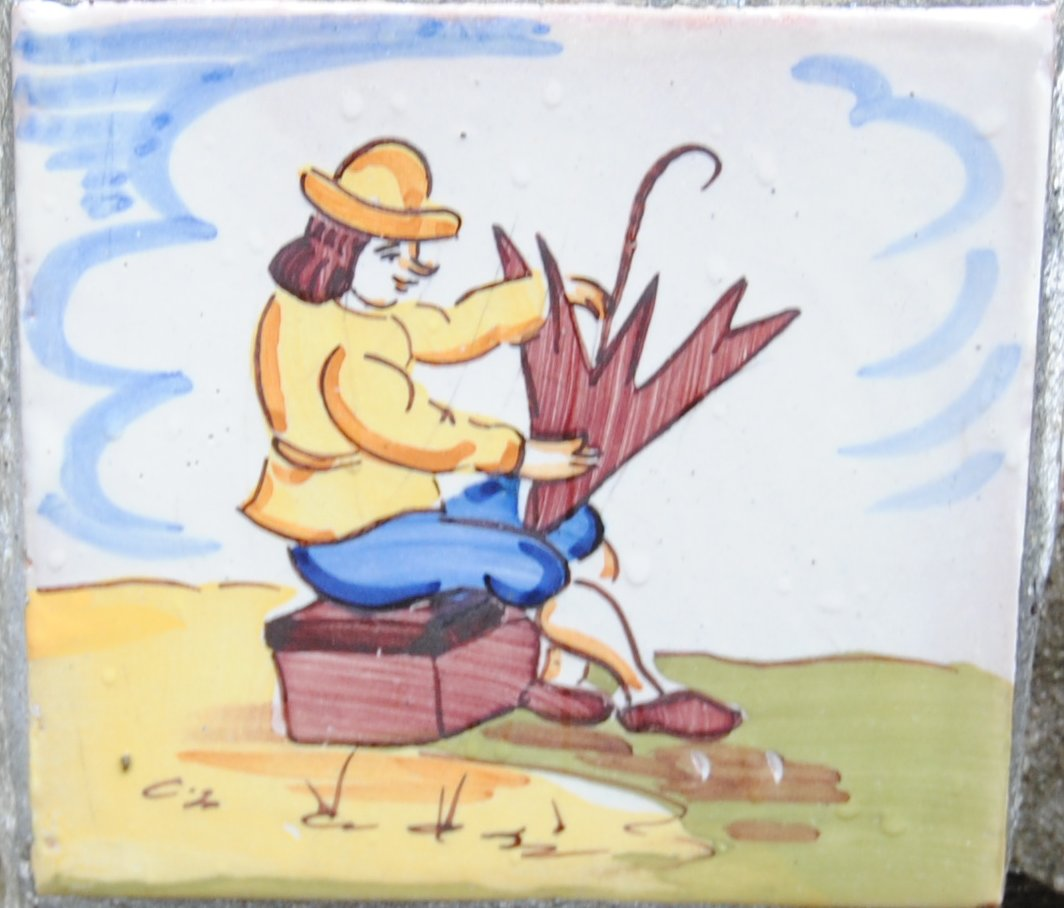
Paraigüer

Comprenen el segle d'or de les rajoles catalanes per la seva gran varietat, per la importància de la seva producció i pel seu refinament. Des d'un punt de vista artístic aquest període minva en importància en relació amb l'anterior.
Les flors tan característiques del grup anterior es redueixen a unes simples fulles molt semblants a les del julivert. Aquestes fulles, típiques d'aquest període, es presenten als costats de la rajola i com pertanyents a un vegetal que no es veu totalment, del qual sols se n'aconsegueix el fullatge; quan el personatge tema de la il·lustració no omple prou el camp de la rajola i entre ell i les fulles laterals, resta un espai, sol trencar-se l'excessiva blancor d'aquest, amb un petit vegetal que no puja gaire d'arran de terra i que vol assemblar-se a una atzavara.
La gran coloració de les flors resta en les fulles reduïda al verd amb diversos matisos entre els que dominen el verd oliva i el verd poma. El celatge que en el període anterior gairebé sempre es presenta com llis, ara es matisa amb petits nuvolets i, amb certa abundor, es presenta creuat per uns quants ocellets, els quals són tinguts com la marca de producció, la signatura del rajoler: cada rajoler feia els vols d'ocells d'un nombre determinat de moixonets i els donava una disposició especial tot assenyalant, de manera ben artística, la seva producció.
En aquest període es millora la tècnica; el cairó esdevé notablement més prim, la seva superfície es vidria més, els colors prenen més densitat i consistència encara que això els fa minvar exuberància i algunes vegades es matisen i prenen mitjos tons. Caracteritza també aquest període la gran varietat d'il·lustracions, essent en aquest període quan són introduïdes les representacions dels oficis a la rajoleria, amb tota plenitud. Aquest és el veritable període de les rajoles dels oficis i quan aquesta manifestació d'art popular es dona pletòricament.
Aquest període dura tot el segle xix, perquè es donen exemples de personatges que vesteixen calces llargues, innovació en la indumentària que no fou adaptada a casa nostra fins ja entrat el darrer segle.
Durant l'època àlgida de l'ús d'aquestes rajoles, va construir-se a Barcelona tot el barri de la Barceloneta, i empesos pel corrent, els mestres de cases d'aquell temps van enrajolar les cuines, aigüeres i comunes del barri marítim amb les típiques rajoles populars. En valorar-se aquest aspecte de l'art popular la Barceloneta ha estat, doncs, una font important de rajoles típiques de la bona època.

### Període de les atzavares
Es caracteritza per la desaparició de les fulles de julivert laterals reduint-se tota la manifestació vegetal d'ornamentació a una simple planta baixa i desnerida que sol ésser una atzavara encara que moltes vegades no s'ajusti degudament a la forma exacta d'aquest arbust. De vegades l'atzavara es troba damunt d'un petit muntícul, hi ha casos que en lloc d'atzavara l'ornament consisteix en un arbret de classificació difícil que tant pot ésser un xiprer com un pi. Aquest període de curta durada marca ja una forta decadència en l'art popular de la rajoleria.
Algunes vegades el motiu vegetal és substituït per una menuda casona situada a un dels angles inferiors, la proporció de les quals està completament renyida amb les lleis de perspectiva, però dona a la rajola una gràcia exquisida.
En les rajoles d'aquest tipus el traçat del dibuix es simplifica notablement i la coloració s'aigualeix i perd intensitat.

### Període pobre
Comprèn la darrera època de les rajoles, o sigui tot el període decadent i es caracteritza per la manca de tot ornament accessori quant a motius vegetals especialment, tot i que algunes vegades es troben encara els núvols aquests són de factura molt degenerada. En les il·lustracions les figures són primes i esllanguides, resoltes amb un mínim de traçats. El color també s'empobreix notablement.
De les rajoles que en els altres períodes presentaven escenes amb dos personatges, que sempre han estat molt escasses, se'n fan ara dues rajoles molt diferents amb un personatge a cada una; d'una escena graciosa en la rajola sencera se'n fan ara dues d'insubstancials i sovint de comprensió difícil. També s'opera una reforma simplificadora en la indumentària d'alguns personatges que en velles rajoles vestien balons i cuixals i se'ls modernitza fent-los vestir pantalons, més per l'afany de simplificar la figura que per modernitzar.
La producció d'aquest període dona tota ella una sensació de pobresa car s'ha suprimit tot allò que podia complicar la factura i s'ha anat al gra. Pot ésser que aquesta aguda simplificació respongui a un canvi de valor social que encarís la producció o a una intensa competència que obligués els rajolers a haver de suprimir elements accessoris per facilitar l'augment de la producció amb el mínim de temps i poder així donar les rajoles a preu més baix. És de remarcar que en moltes de les rajoles d'aquest temps no solament el dibuix és simplificat i reduït, sinó que és mal fet, desencaixat, detall que potser més que una precipitació o simplificació en la feina revela una mà inhàbil i poc experta.
Malgrat tot, durant aquell temps també es produïren il·lustracions ben acceptables. En algunes de les rajoles d'aquest temps el sòl es presenta resolt de manera estranya i sobretot poc real tant per la seva forma corn per la seva coloració. També és remarcable la degeneració en la representació dels núvols figurats per unes blavositats estranyes de color, rematades per unes ratlles acabades amb un pic fort de color. És freqüent que les figures no toquin a terra i de vegades la relació entre el sòl i la figura arriba a ésser arbitrària.
Quant a la coloració aquesta també degenerant i es simplifica intensament fins al punt de produir rajoles amb un color, que presenten una sola taca acolorida, acabant per produir-se un tipus completament mancat de color.
Aquest període, tot i la seva intensa decadència, creà un tipus ben propi, de dibuix ben simple i esquemàtic que pren per tema els ocells dalt de branques. Un altre tipus està format per estels, flors o fruites, sempre molt petites de mida amb relació a la rajola, molt pobres de color i sense emmarcar damunt del blanc intens del fons de la rajola. Aquest és el darrer tipus de rajola historiada que ens és conegut.
D'estels només en coneixem d'un sol tipus; de flors n'hi ha diverses i de fruites n'hi ha vuit o deu tipus. Generalment s'alternaven les rajoles de fruita amb una d'un estel o d'una flor; aquestes darreres eren sempre iguals mentre que les de fruita es variaven. Els enrajolats en rajoles d'aquest tipus presentaven un pany de paret blanc esquitxat simètricament per petites notes de color. Les rajoles d'aquest període pertanyen plenament al segle xix.

## Col·leccionisme
A la segona meitat del segle xix neixen un seguit de col·leccions motivades per una concepció totalment moderna i, alhora, romàntica. En aquest moment una sèrie d'intel·lectuals i personatges sensibles amb la recuperació del patrimoni nacional català s'adonen de la importància d'unes manifestacions artístiques fins aleshores considerades arts menors o arts decoratives, com ara la mateixa ceràmica, el vidre, el ferro, el teixit i altres.
La revolució industrial que s'estava produint en aquells moments, juntament amb els canvis ocasionats en els mitjans de comunicació que afavoriren un major intercanvi comercial i cultural, evidencien la necessitat de preservar i reivindicar el valor estètic i artístic de totes aquestes manufactures, davant les produccions industrials seriades, buides de l'empremta espiritual de l'artesà o artista que les executà. La defensa de la pròpia cultura, del sentiment d'identitat com a poble català, condiciona també l'esperit d'aquest nou enfocament del col·leccionisme. Anys abans, el mateix fenomen s'havia produït a Anglaterra amb el moviment de les Arts & Crafts, liderat per William Morris.
És en aquest context que cal situar el que avui en dia es consideren les col·leccions més importants de ceràmica, en particular, i d'arts de l'objecte, en general, on les rajoles d'ofici tenen un paper cabdal. Col·leccions de ceràmica tan importants com les de Santiago Rusiñol al Cau Ferrat de Sitges; Francesc Santacana i Lluís Faraudo de Saint Germain a l'Enrajolada, Joaquim Mir i Vicenç Ros al Museu Municipal de Martorell; Víctor Balaguer a Vilanova i la Geltrú, Mossèn Bonet a Vilafranca del Penedès, Salvador Miquel a Esplugues de Llobregat, o les cronològicament posteriors de Francesc Godia, Frederic Marès, etc.
D'altra banda, amplíssimes col·leccions es deuen a l'acció institucional dels ajuntaments i de la mateixa Junta de Museus de Barcelona que donen pas a l'existència de sèries importants de Rajoles dels Oficis a museus com el de Ceràmica de Barcelona (actual Museu del Disseny), Museu d'Història de Barcelona, Museu de Mataró, o els Municipals de Sabadell, Martorell, etc.

Galeria d'imatges de rajoles d'oficis, músics
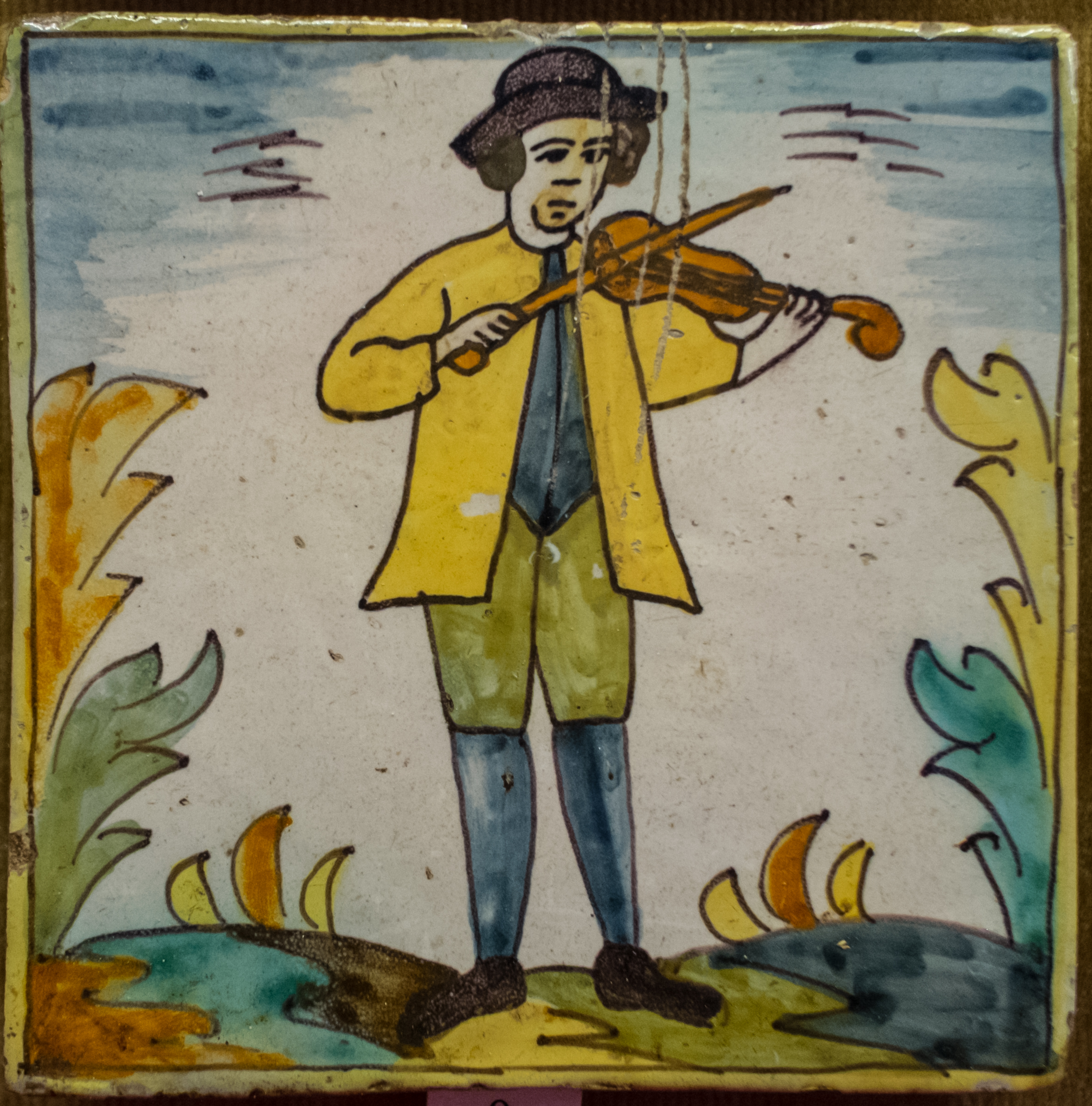
Rajoles dels oficis, violí, al fons de l'Ateneu de Maó
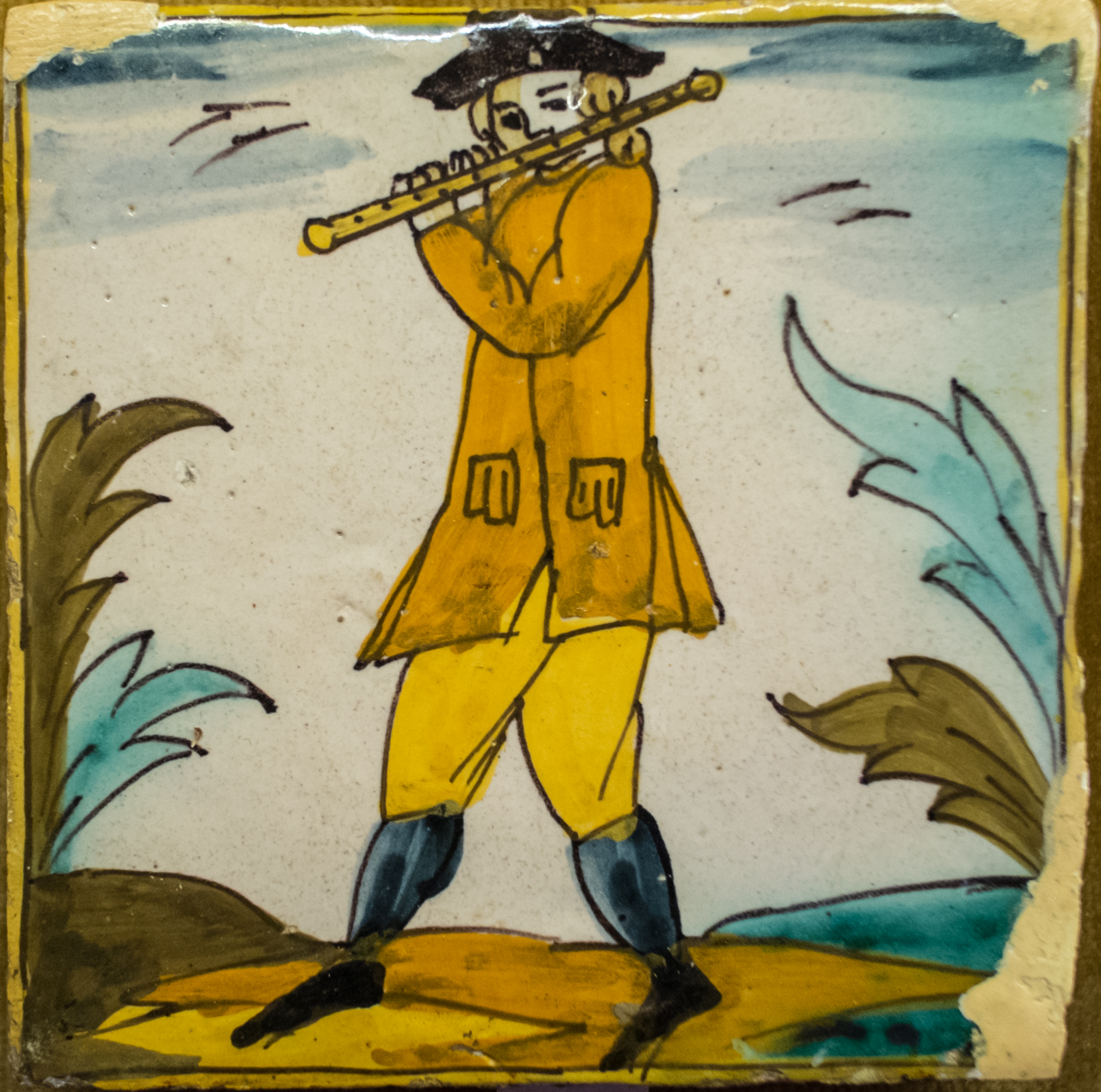
Rajoles dels oficis, flauta travessera, al fons de l'Ateneu de Maó
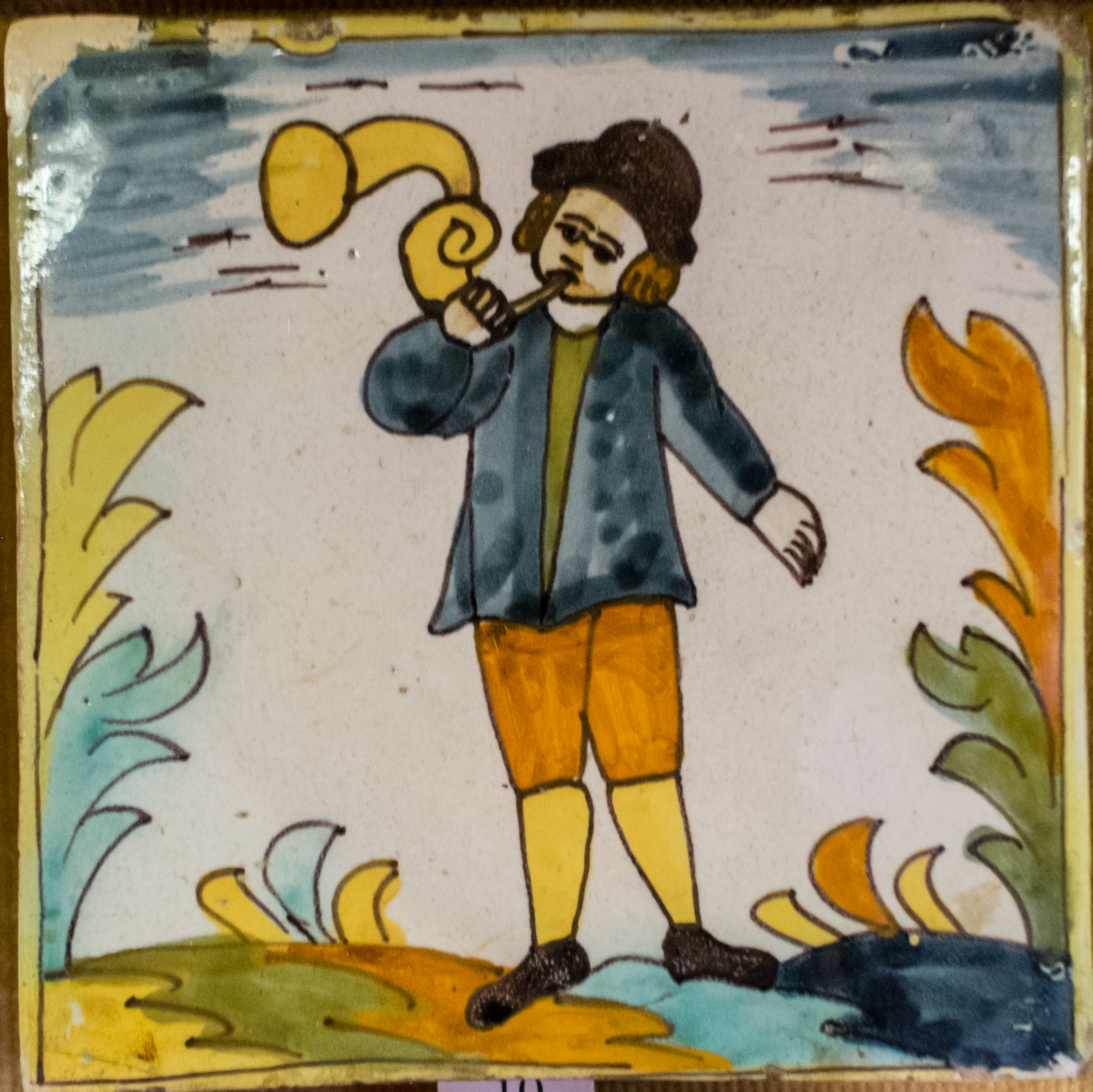
Rajoles dels oficis, trompa, al fons de l'Ateneu de Maó
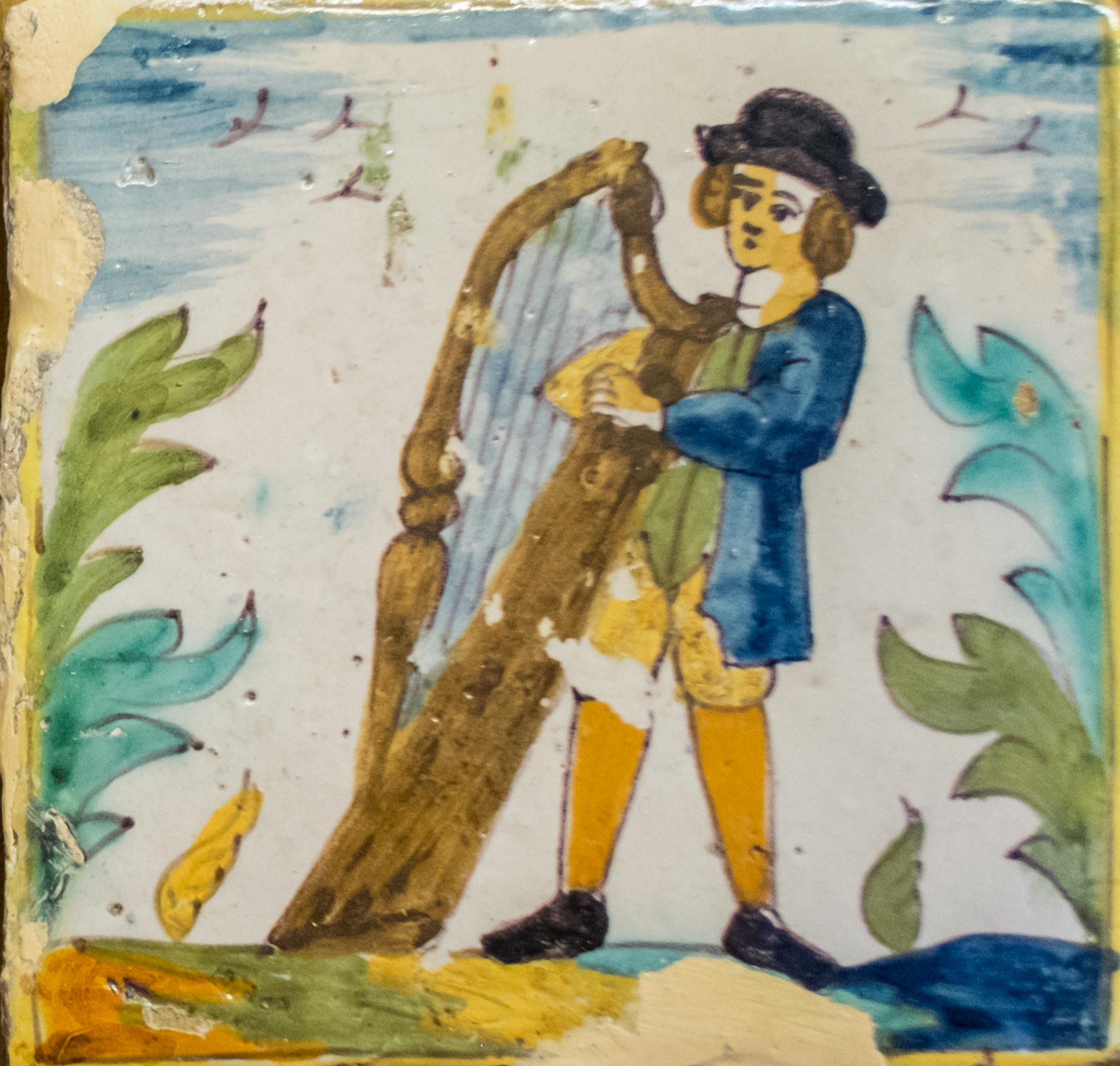
Rajoles dels oficis, arpa, al fons de l'Ateneu de Maó
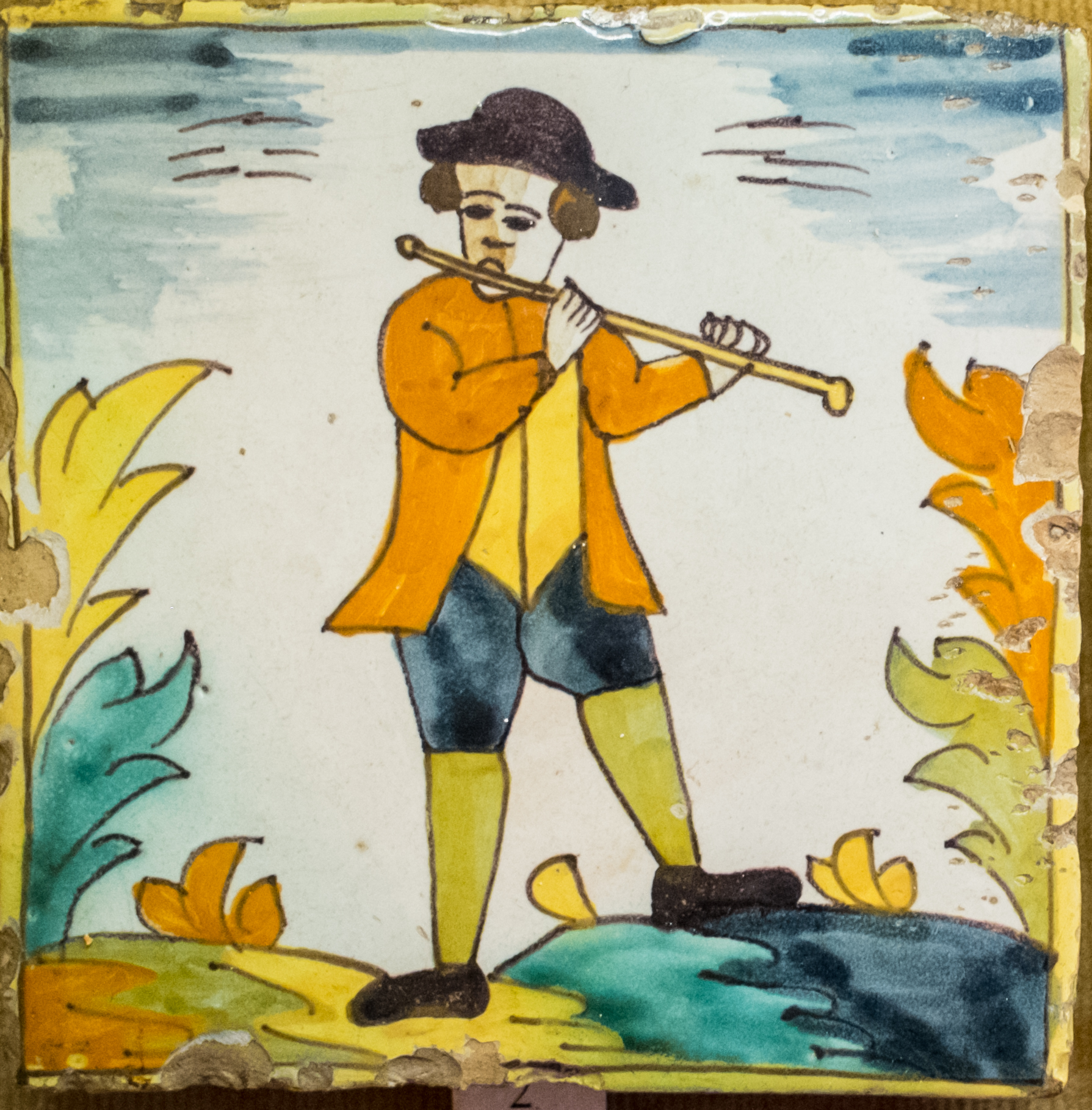
Rajoles dels oficis, aixabeba, al fons de l'Ateneu de Maó
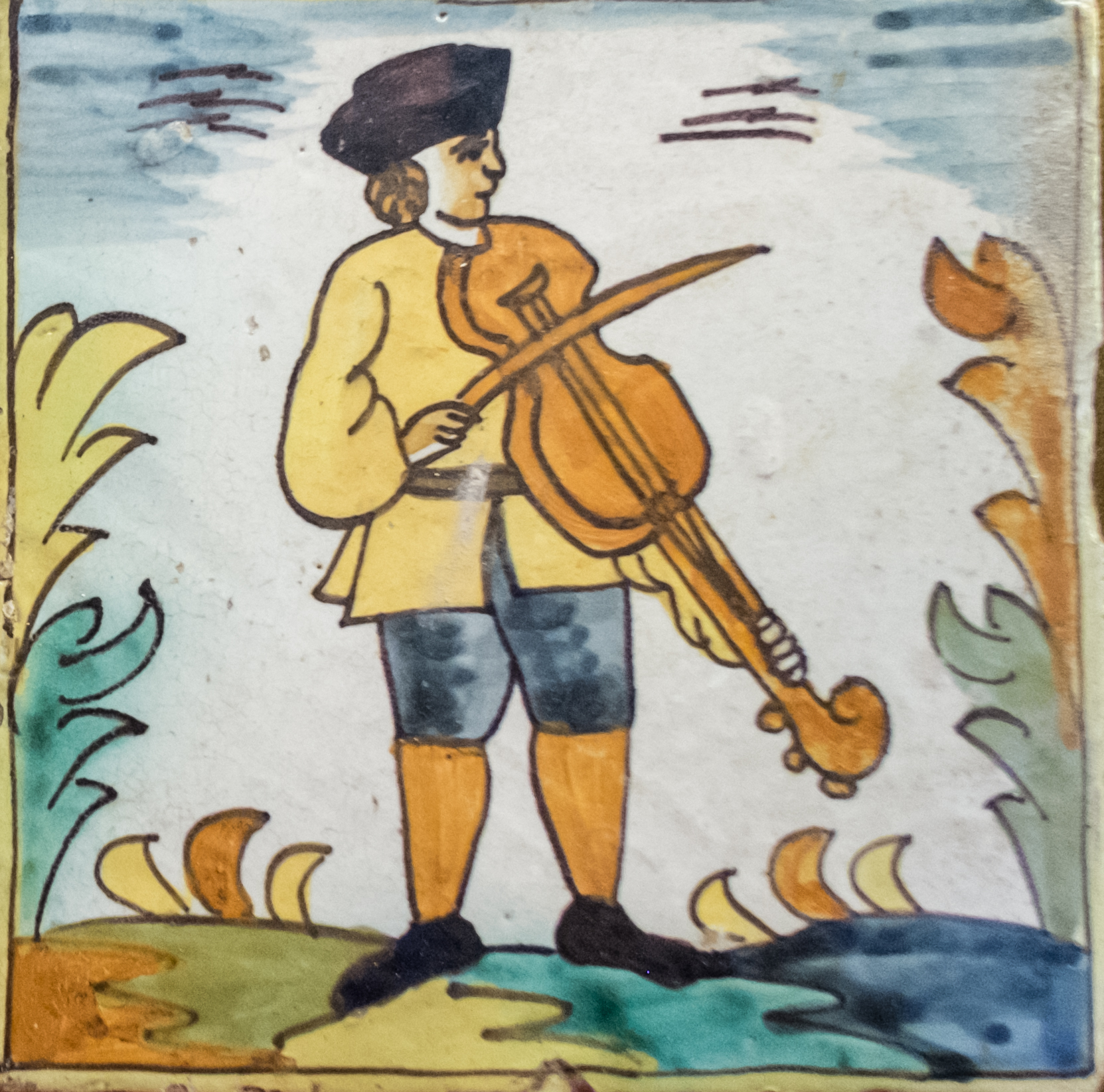
Rajoles dels oficis, viola, al fons de l'Ateneu de Maó
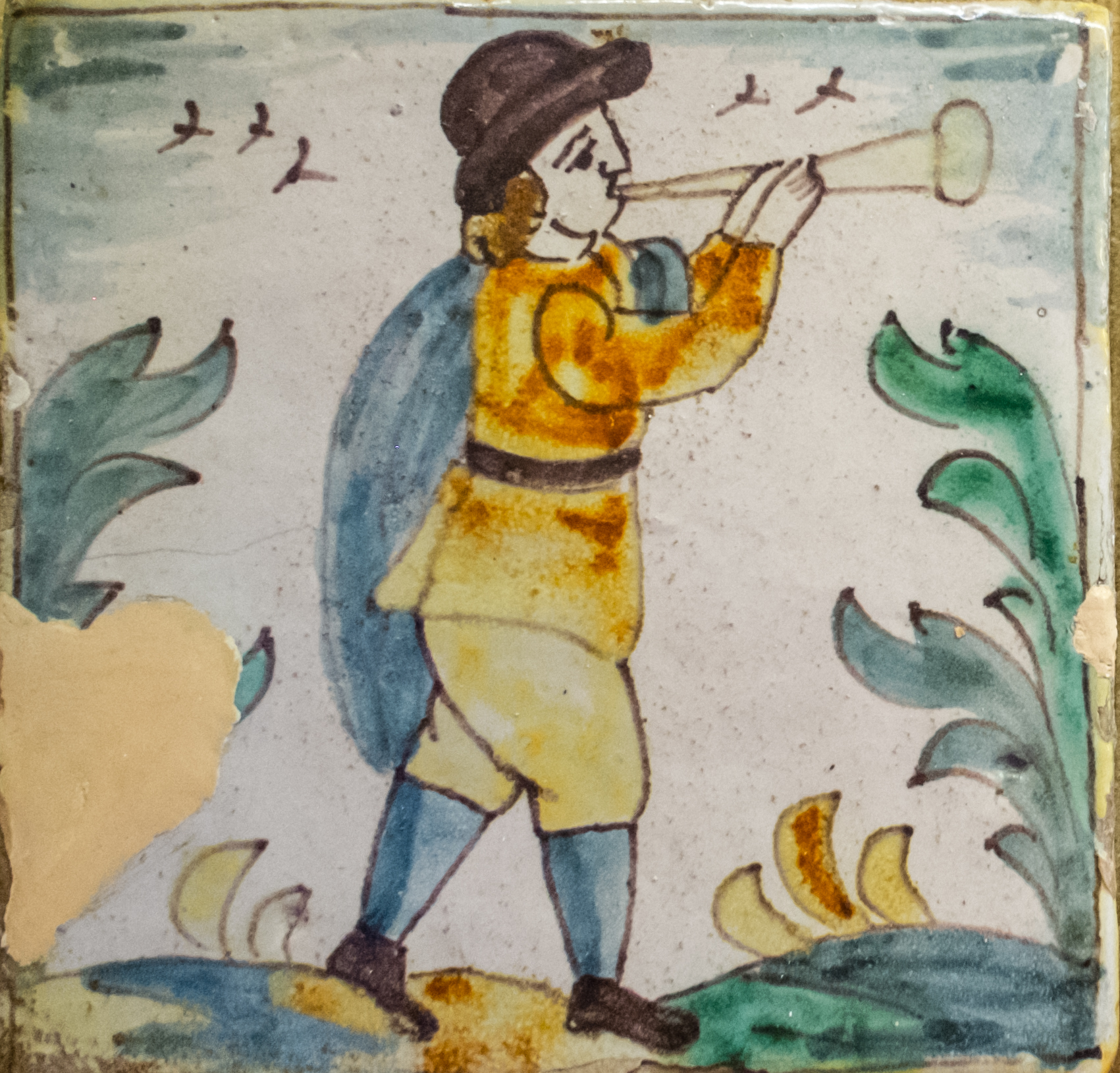
Rajoles dels oficis, al fons de l'Ateneu de Maó
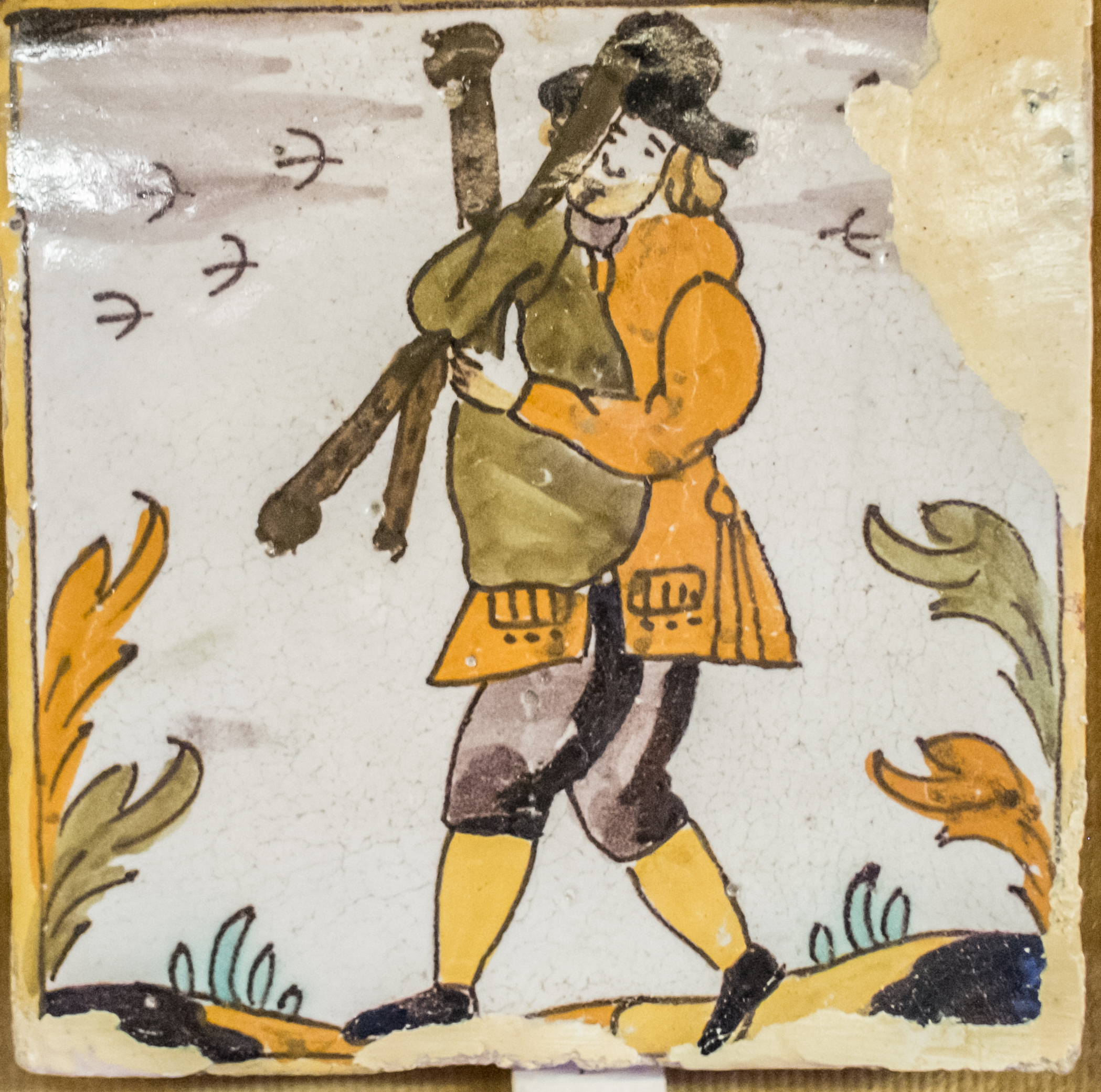
Rajoles dels oficis, cornamusa, al fons de l'Ateneu de Maó
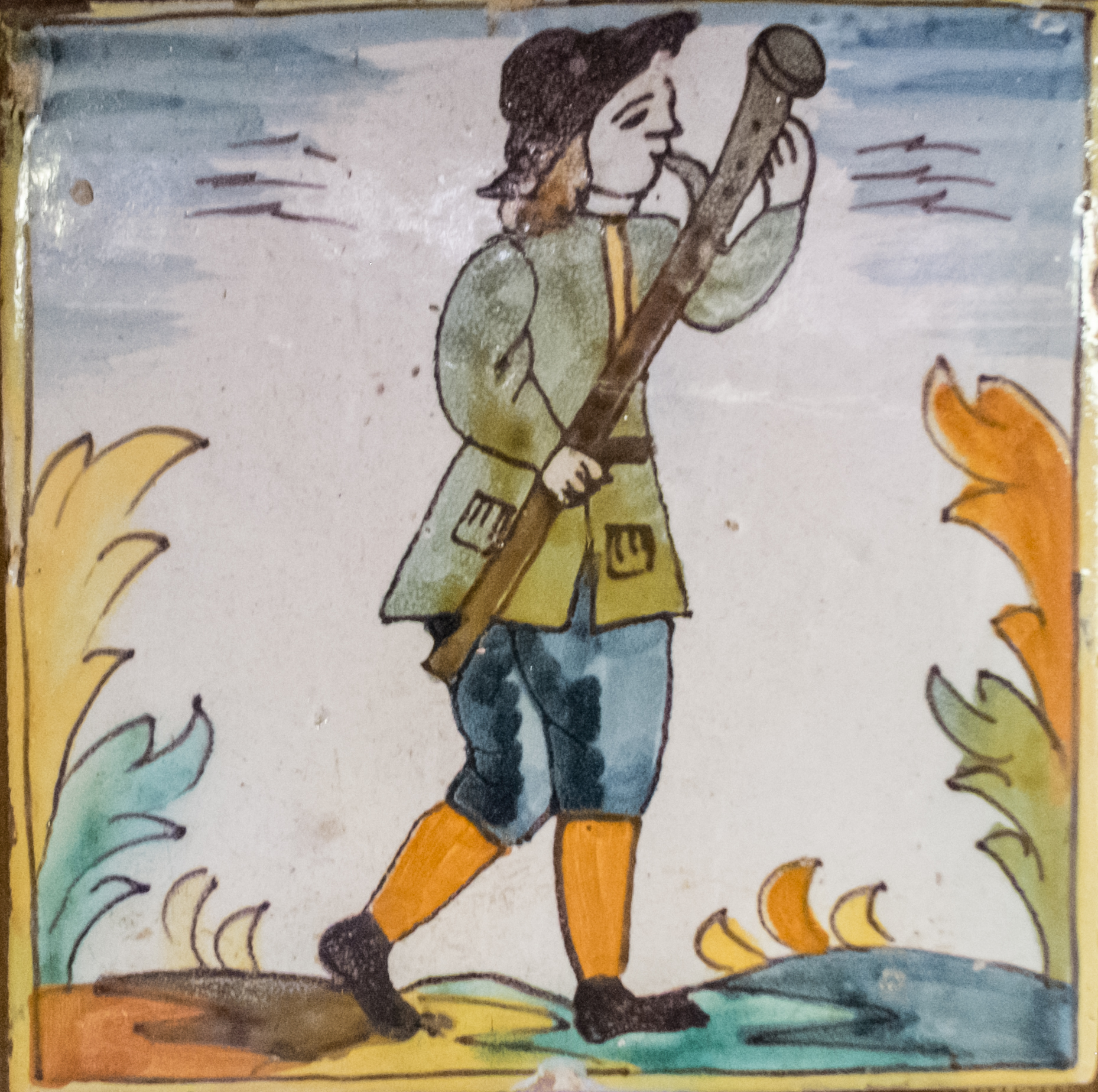
Rajoles dels oficis, baixó, al fons de l'Ateneu de Maó